# 下関市火の山ロープウェイ
下関市火の山ロープウェイ（しものせきしひのやまロープウェイ）は、山口県下関市が運営する索道路線。一般財団法人下関市公営施設管理公社に運営を委託している。設備更新のため、2024年（令和6年）11月10日で営業を終了した。

## 概要

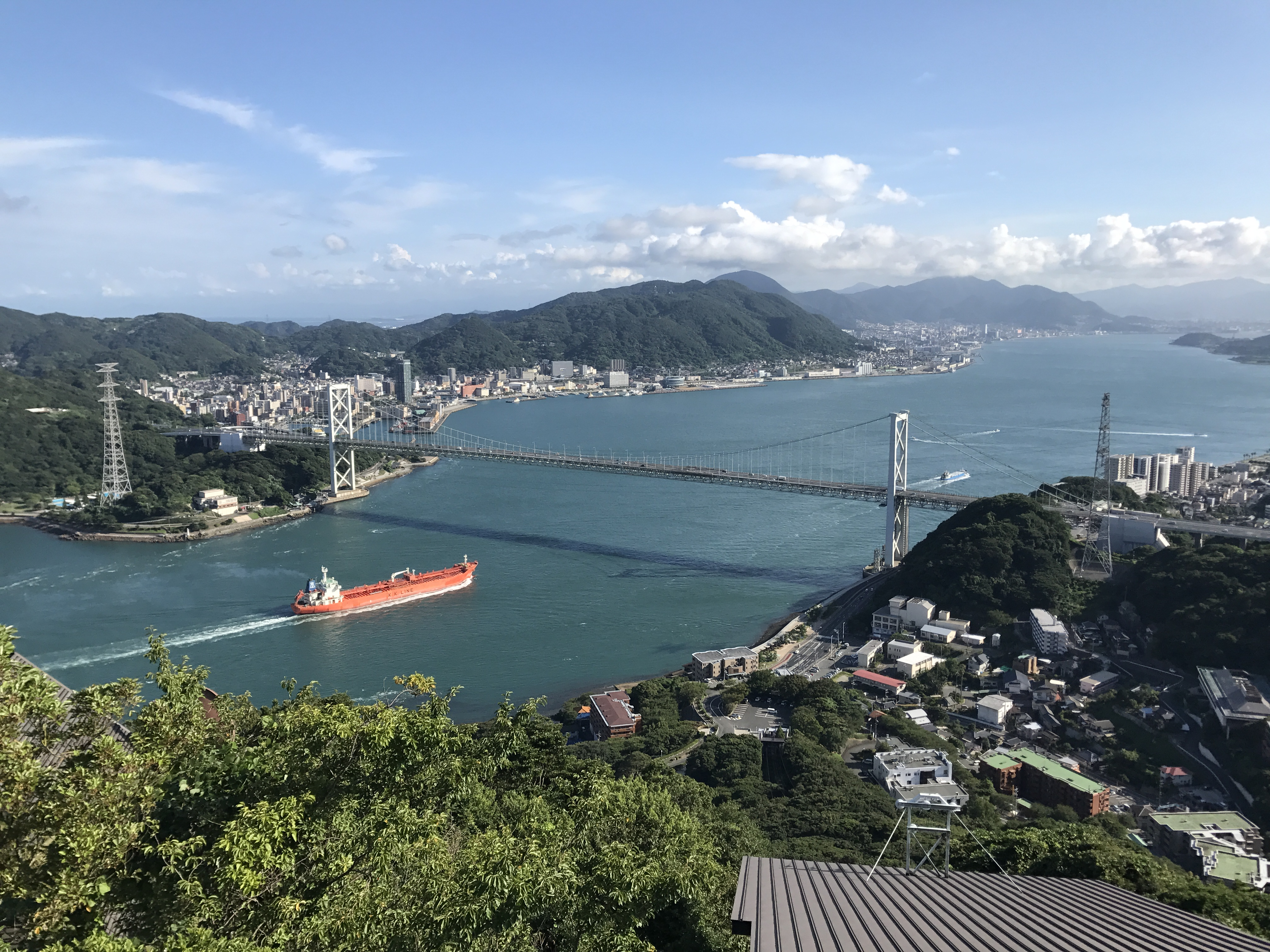
火の山駅の屋上より望む関門海峡・関門橋方面」

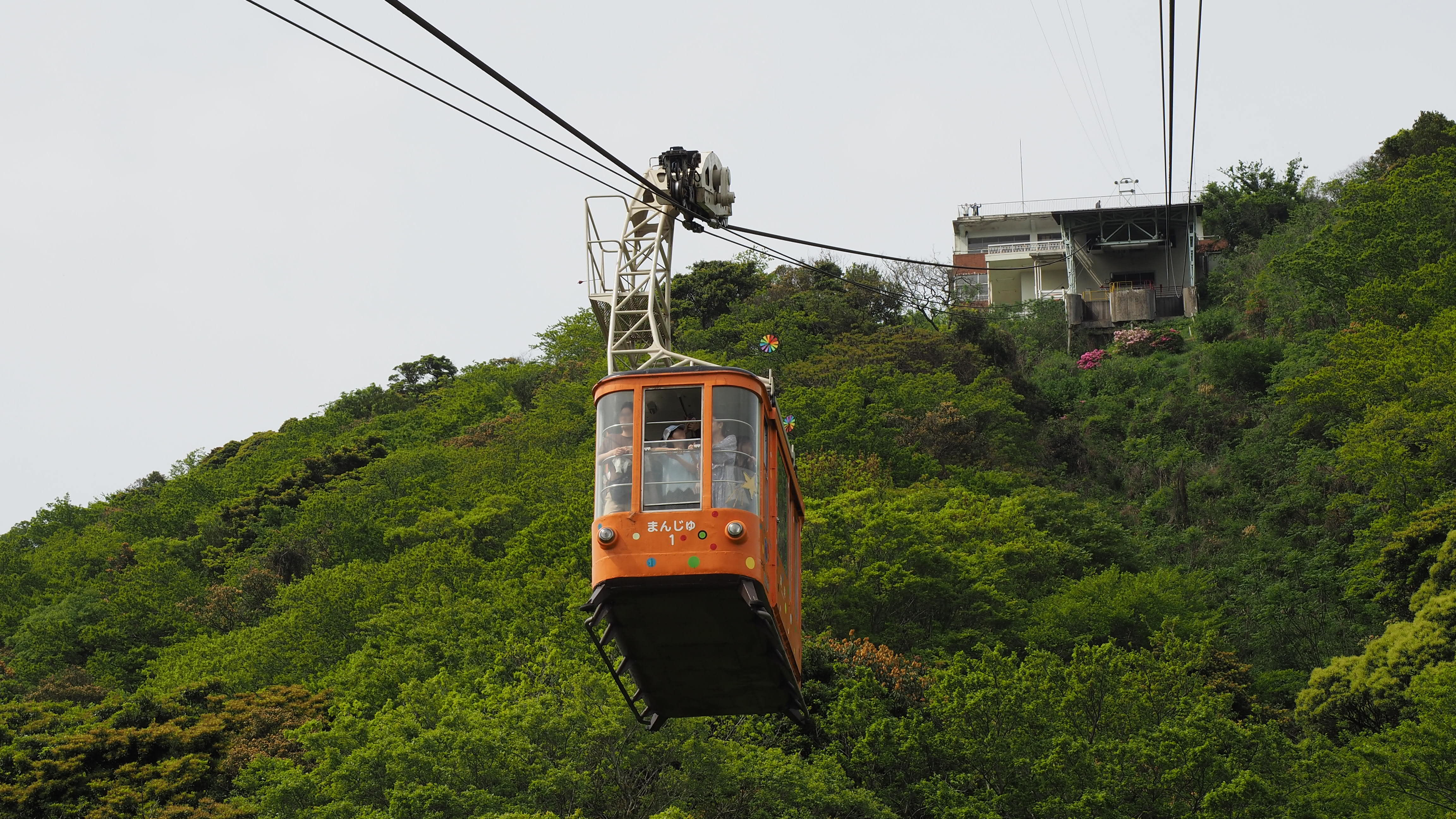
1号「まんじゅ」と火の山駅

火の山の山頂付近（標高268メートル）の火の山駅と山麓側の壇の浦駅の高低差165メートルを結んでいる。
開業初年度には約55万人が利用するなど、最盛期の昭和30年代は年間約50万人が利用した。しかし、下関市火の山パークウェイの開通や観光客の減少で利用客が減少し、1990年代後半には年間乗客数が10万人を割り込むようになった。そのため2003年（平成15年）3月31日限りで運行休止となった。
その後、運行形態を季節運行として、2005年（平成17年）10月から実証実験を開始した。そして2007年（平成19年）からは運行期間を3月から11月までとして営業を再開した。
しかし、老朽化により、2024年（令和6年）11月で現在の形態での営業を終了することを決定、2024年（令和6年）11月10日の運行を持って営業を終了した。索道としては完全な廃止ではなく、2027年3月を目処に新たにパルスゴンドラ（固定循環式ゴンドラ）により運行が再開される予定である。

## 路線データ
- 全長：438.96m[3]
- 走行方式：3線交走式[3]
- 運転時分：4分[3]
- 駅数：2駅（起終点駅を含む）[3]
- 運転速度：秒速3.0m[3]
- 高低差：165m[3]
- 最急勾配：29°05″[3]
- 支柱基数：なし[3]

## 駅一覧
- 壇の浦駅（北緯33度58分4.3秒 東経130度57分26.6秒 / 北緯33.967861度 東経130.957389度）
- 火の山駅（北緯33度58分17.9秒 東経130度57分28.4秒 / 北緯33.971639度 東経130.957889度）

## 搬器
運行休止直前は、1978年大阪車輌工業製の搬器（定員31名）2台を使用していた。塗装はオレンジ色。「満珠島・干珠島」にちなんで1に「まんじゅ」、2に「かんじゅ」の愛称が付けられている。

## 運行形態
運行休止までは3月中旬から11月下旬までの間、火・水曜日を除き、10時から17時まで20分間隔（毎時00, 20, 40分発）で運行されていた。ただし、夜間運行や延長運行を行う日もあった。

## 接続路線
- 壇ノ浦駅：サンデン交通バス（火の山ロープウェイ停留所）